# Australian Open 1976
Wielkoszlemowy turniej tenisowy Australian Open w 1976 roku rozegrano w Melbourne w dniach od 26 grudnia 1975 do 4 stycznia 1976.

## Zwycięzcy

### Gra pojedyncza mężczyzn
- Mark Edmondson (AUS) - John Newcombe (AUS) 6:7, 6:3, 7:6, 6:1

### Gra pojedyncza kobiet
- Evonne Goolagong Cawley (AUS) - Renáta Tomanová (TCH) 6:2, 6:2

### Gra podwójna mężczyzn
- John Newcombe (AUS)/Tony Roche (AUS) - Ross Case (AUS)/Geoff Masters (AUS) 7:6, 6:4

### Gra podwójna kobiet
- Evonne Goolagong Cawley (AUS)/Helen Gourlay Cawley (AUS) - Lesley Turner Bowrey (AUS)/Renáta Tomanová (TCH) 8:1

### Gra mieszana
Nie rozegrano turnieju par mieszanych